# لور جونو أبرانتس
لور جونو أبرانتس (بالفرنسية: Laure Junot d'Abrantès)‏ ولدت يوم 6 نوفمبر 1784م في مونبلييه بفرنسا وتوفي 7 يونيو 1838م في باريس، كاتبة مذكرات فرنسية. ورد في مذكراتها بأن نابليون بونابرت قد طلب والدتها للزواج بعد ترملها.

## روابط خارجية
- لور جونو أبرانتس على موقع الموسوعة البريطانية (الإنجليزية)